# Friedrich Stoy
Paul Friedrich „Fritz“ Stoy (* 15. September 1887 in Colochau; † 17. Oktober 1978 in Kolochau) war ein deutscher Heimatforscher und Lehrer.

## Leben
Friedrich Stoy wuchs als Sohn eines Hüfners zusammen mit vier Brüdern und einer Schwester auf. Das dörfliche Leben und Brauchtum prägte ihn. Nach Ende seiner Schulzeit erlernte Stoy bis 1907 im Lehrerseminar Elsterwerda den Lehrerberuf. Seine erste Stelle fand er als Volksschullehrer in Lönnewitz bei Falkenberg/Elster. Er nahm als Soldat am Ersten Weltkrieg teil. Von 1919 bis 1953 war Stoy als Lehrer in Schmerkendorf bei Falkenberg/Elster tätig. Sein frühes Interesse an der Heimatgeschichte führte Stoy mit Karl Pallas zusammen, der selbst an der Erforschung der regionalen Geschichte arbeitete. Nach seiner Pensionierung lebte Stoy mit seiner Familie wieder in Kolochau.
Friedrich Stoy war Organist und leitete einen Kirchenchor. Zudem malte und dichtete er.
Friedrich Stoy publizierte in Zeitschriften, Zeitungen und Heimatkalendern.

## Schriften (Auswahl)
Fachaufsätze:
- Wendisches Sprachgut im heimatlichen Wortschatz. In: Heimatkalender für den Kreis Schweinitz 1920. S. 47
- Türkensteuer Schmerkendorfs. In: Schwarze Elster. 1926
- Das Churfürstlich Sächsische Amt Schlieben. In: Heimatbote. Beilage zum Schweinitzer Kreisblatt. 1926, Nr. 18 ff.
- Türkensteuer im Amte Schlieben. In: Heimatbote. 1927
- Von Wiesen-, Heu- und Viehwirtschaft im Mittelalter. In: Heimatbote. 1927, Nr. 17, S. 66
- Amt Schliebens Schicksale im Streit um die Lausitz 1440–1450. In: Heimatbote. 1927, Nr. 20, S. 77
- Türkensteuern (nach EGA Weimar Pp 402, Nr. 1–4). In: Heimatbote. 1927, Nr. 21, S. 81; 1928, Nr. 3
- Der historische "Hans" Kohlhaas und das Amt Schlieben. In: Heimatbote. 1927, Nr. 22, S. 86
- Beiträge zur ersten Geschichte etlicher kursächsischer Ämter. In: Forschung und Leben. Heimatblatt des Schönburgbundes. 1929, S. 79 ff.
- Die Gliederung der ländlichen Bevölkerung. In: Unser Elsterland. 1931, Nr. 147–149
- Zur Bevölkerungs- und Sozialstatistik kursächsischer Kleinstädte im Zeitalter der Reformation. In: Vierteljahresschrift für Sozial- und Wirtschaftsgeschichte. Band 28, 1935, S. 209 ff.
- Im Amte Schweinitz (1670). In: Heimatbote. 1936, Nr. 4
- Friedrich August Wagner – zur Wiederkehr seines 200-jährigen Geburtstages. In: Geschichte und Gegenwart des Bezirkes Cottbus. Niederlausitzer Studien. Heft 9, Cottbus 1975, S. 127–133
- Vom früheren Weinbau im Schweinitzer Lande. Teil I. In: Geschichte und Gegenwart des Bezirkes Cottbus. Niederlausitzer Studien. Heft 11, Cottbus 1977, S. 129
- Zum Thema "Der Wendenkönig". In: Geschichte und Gegenwart des Bezirkes Cottbus. Niederlausitzer Studien. Heft 11, Cottbus 1977, S. 170

## Ehrungen
- 1996 wurde in Falkenberg/Elster ein Gymnasium nach Friedrich Stoy benannt.
- Bei Schmerkendorf wurde ihm zu Ehren im Wald ein Gedenkstein errichtet.[3]